# 530 př. n. l.

## Události
- Perský král Kýros II. z rodu Achaimenovců umírá na následky zranění utržených v boji s Massagety na severu říše.

## Hlava státu
- Perská říše: Kýros II., Kambýsés II.

- Egypt: Ahmose II. (26. dynastie)